# Symphonie concertante pour violon et alto (Mozart)
La Symphonie concertante pour violon, alto et orchestre en mi bémol majeur, K. 364/320d est une symphonie concertante composée par Wolfgang Amadeus Mozart à la fin des années 1770.

## Œuvre
Elle peut être considérée comme sa réalisation la plus réussie dans ce genre, hésitant entre la symphonie, le concerto et le concerto grosso, particulièrement prisé à Paris dans les années 1770. Mozart mêle habilement le timbre du violon à celui de l'alto.
Les complexes dynamiques orchestrales de la composition reflètent la maîtrise technique toujours croissante des orchestres européens de cette époque et sont fortement influencées par la visite du compositeur à la cour de Mannheim.
On suppose que l’œuvre était destinée au violoniste Ignaz Fränzl et que Mozart se réservait la partie d'alto. L'alto était alors considéré comme secondaire mais Mozart appréciait son timbre. Ses quatuors lui donnent une place nouvelle. Sa Symphonie concertante K. 364 l'élève au niveau du violon. La tonalité de l'œuvre est mi  majeur. La partition originale de l'alto est écrite en ré majeur, soit un demi-ton plus bas. L'alto étant donc accordé un demi-ton plus haut (Accorda un mezzo tono più alto), cela permet d'utiliser plus fréquemment les « cordes à vide ». C'est ce procédé qui permettait à l'époque à Mozart de conférer à l'alto une sonorité plus brillante, plus proche de celle du violon (et  facilitait aussi, par la même occasion, l'exécution de la partie d'alto), afin d'obtenir un son plus clair, plus tendu, plus vigoureux. De nos jours, les altistes jouent la plupart du temps en mi  majeur, ce qui donne à l'instrument une sonorité plus sombre, plus triste, plus romantique.

## Structure
Écrite après sa tournée en Europe (1777-1779), elle comprend trois mouvements :
1. Allegro spiritoso, en mi bémol majeur, à , 357 mesures
2. Andantino grazioso, en ut mineur, à 
, 129 mesures
3. Tempo di Menuetto (vivace), en mi bémol majeur, à 
, 490 mesures

L'exécution de l'œuvre demande environ une demi-heure. L'orchestre comporte deux parties d'alto.

## Instrumentation
| Instrumentation de la Symphonie concertante pour violon, alto et orchestre                  |
| Cordes                                                                                      |
| violon solo, alto solo (Accorda un mezzo tono più alto),                                    |
| premiers violons, seconds violons, premiers altos, seconds altos violoncelles, contrebasses |
| Bois                                                                                        |
| 2 hautbois                                                                                  |
| Cuivres                                                                                     |
| 2 cors en mi bémol                                                                          |

## Enregistrements
Richard Wigmore de Gramophone (octobre 2015) a écrit qu'il avait plus de 40 enregistrements de CD au total. Parmi ceux-ci on signalera celui de Iona Brown, violoniste et directeur, et Lars Anders Tomter, alto, avec l'Orchestre de Chambre Norvégien, Chandos CHAN9695. Ains qu'un enregistrement de 1989, avec de nouveau Iona Brown, et avec Nobuko Imai, alto. Sur instruments anciens on pourra écouter la version de Jaap Schroeder et Marilyn McDonald avec le Smithonian Chamber Orchestra chez Deutsche Harmonia Mundi (77502).

## Dans la culture
- Le compositeur et contrebassiste américain Edgar Meyer a été tellement intéressé par cette œuvre qu'il a écrit en 1995 un double concerto pour violoncelle, contrebasse et orchestre qui, bien que le style soit différent, se rapproche étroitement de la structure de la Symphonie concertante pour violon et alto de Mozart.
- Le deuxième mouvement est sûrement le plus connu. Des variations de Michael Nyman sur son thème peuvent être entendues dans le film Drowning by Numbers de Peter Greenaway. Le mouvement original est également entendu après chaque noyade dans le scénario.
- L'œuvre a été interprétée par le violoniste David Oistrakh avec son fils, Igor Oistrakh. Le père était à l'alto. Les deux musiciens ont effectué plusieurs enregistrements de cette œuvre, dont un, édité en CD par Decca, l'autre, en DVD (vidéo) par EMI.
- Le début du second mouvement n'est pas sans rappeler le thème de la composition de Michel Legrand pour L'Affaire Thomas Crown : The Windmills of Your Mind.

## Sources
- Ethan Mordden,  A Guide To Orchestral Music: A Handbook for Non-Musicians (Oxford, 1980).
- Erik Smith, Notes to Mozart Sinfonia Concertante K364 (L.P. DECCA 1964).
- Jean Massin et Brigitte Massin, Mozart, Paris, Fayard, coll. « Les indispensables de la musique », 1er septembre 1990, 1270 p. (ISBN 2-213-00309-2), p. 850